# Hayagriva

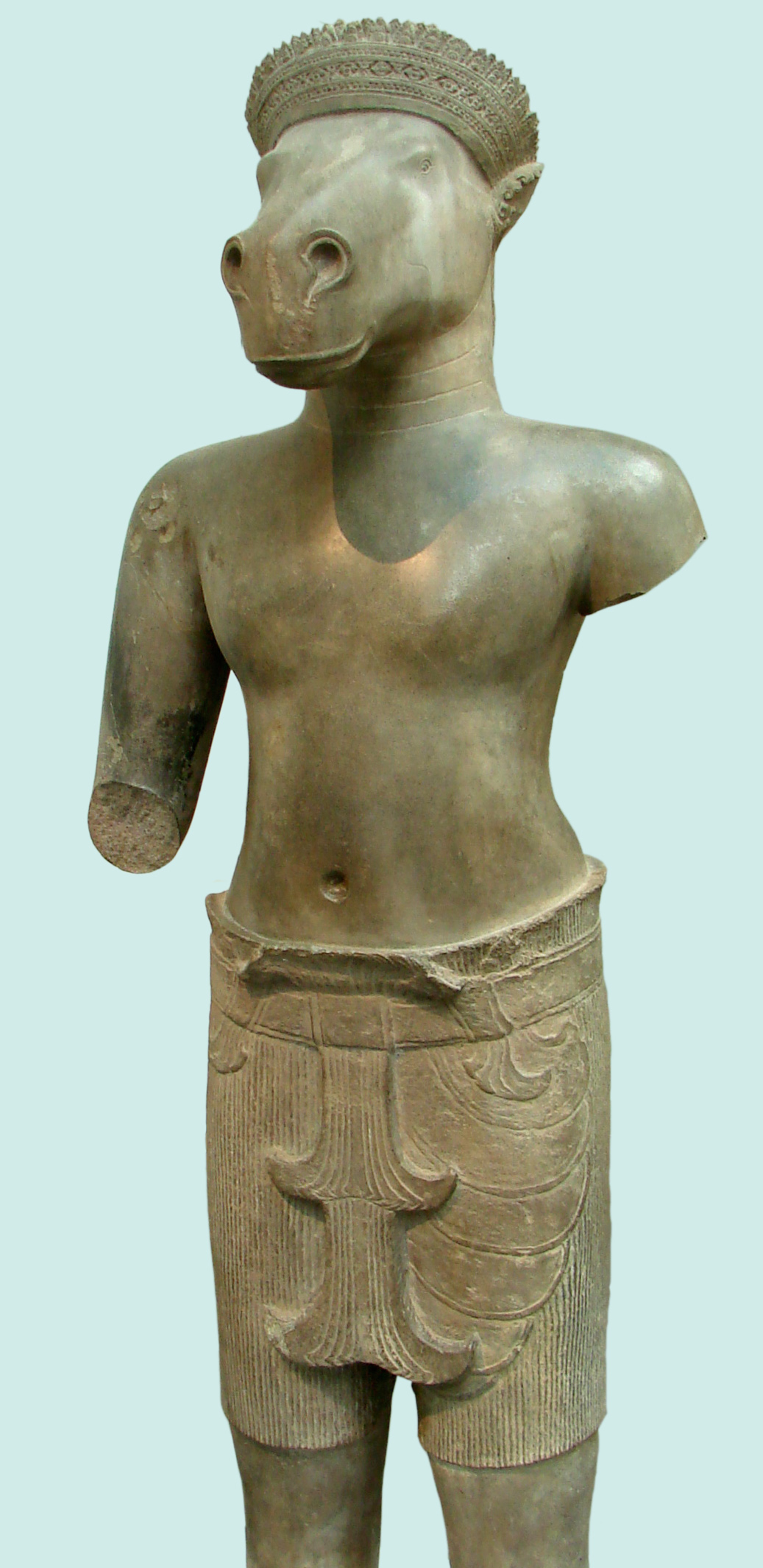
Jáiagriva (‘cuello de caballo’) como Vayimukha (‘cara de caballo’), en una escultura camboyana, actualmente en el Musée Guimet (París).

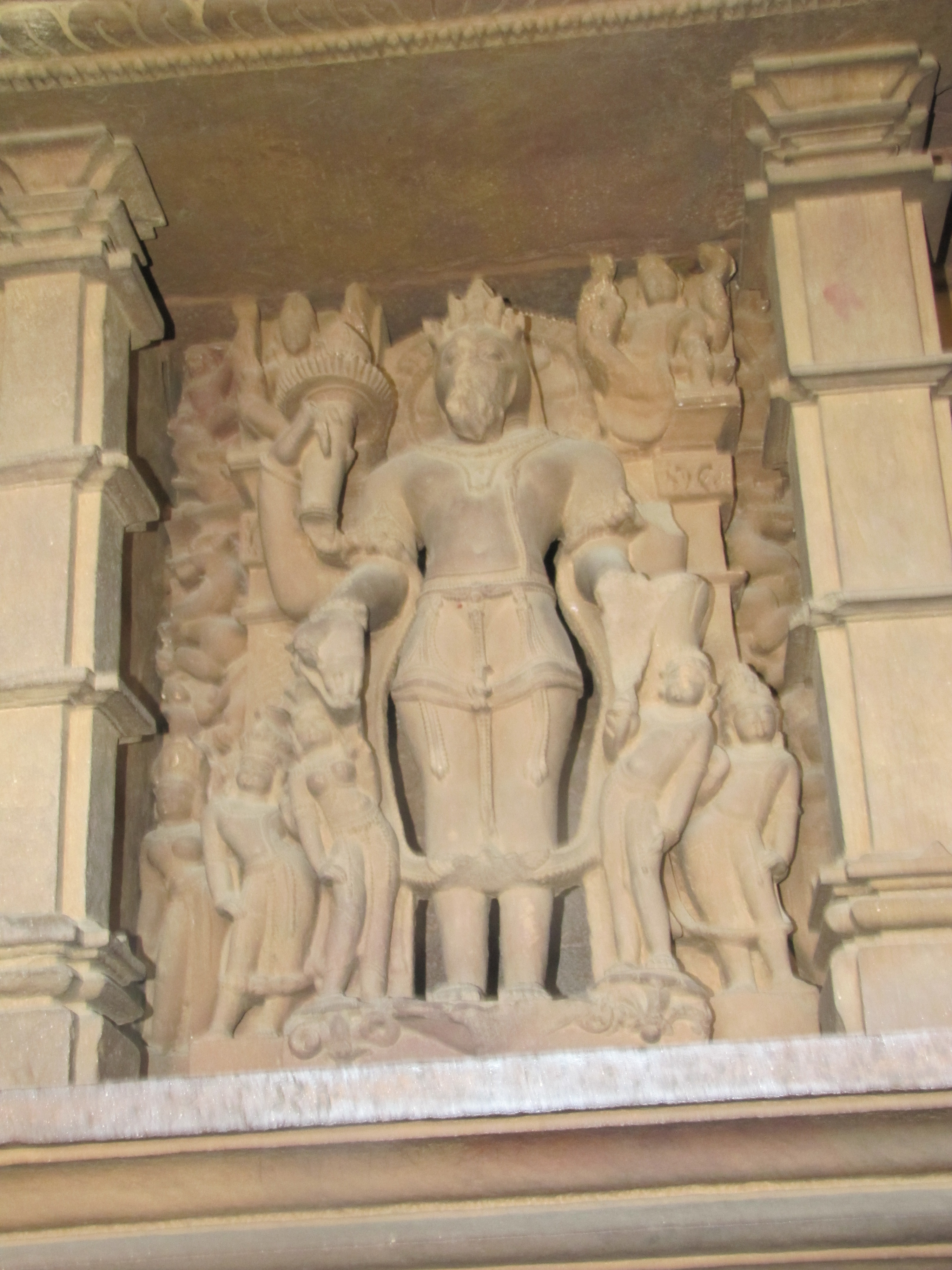
Una estatua de Jáiagriva en el templo de Láksmana, en Kayurajo.

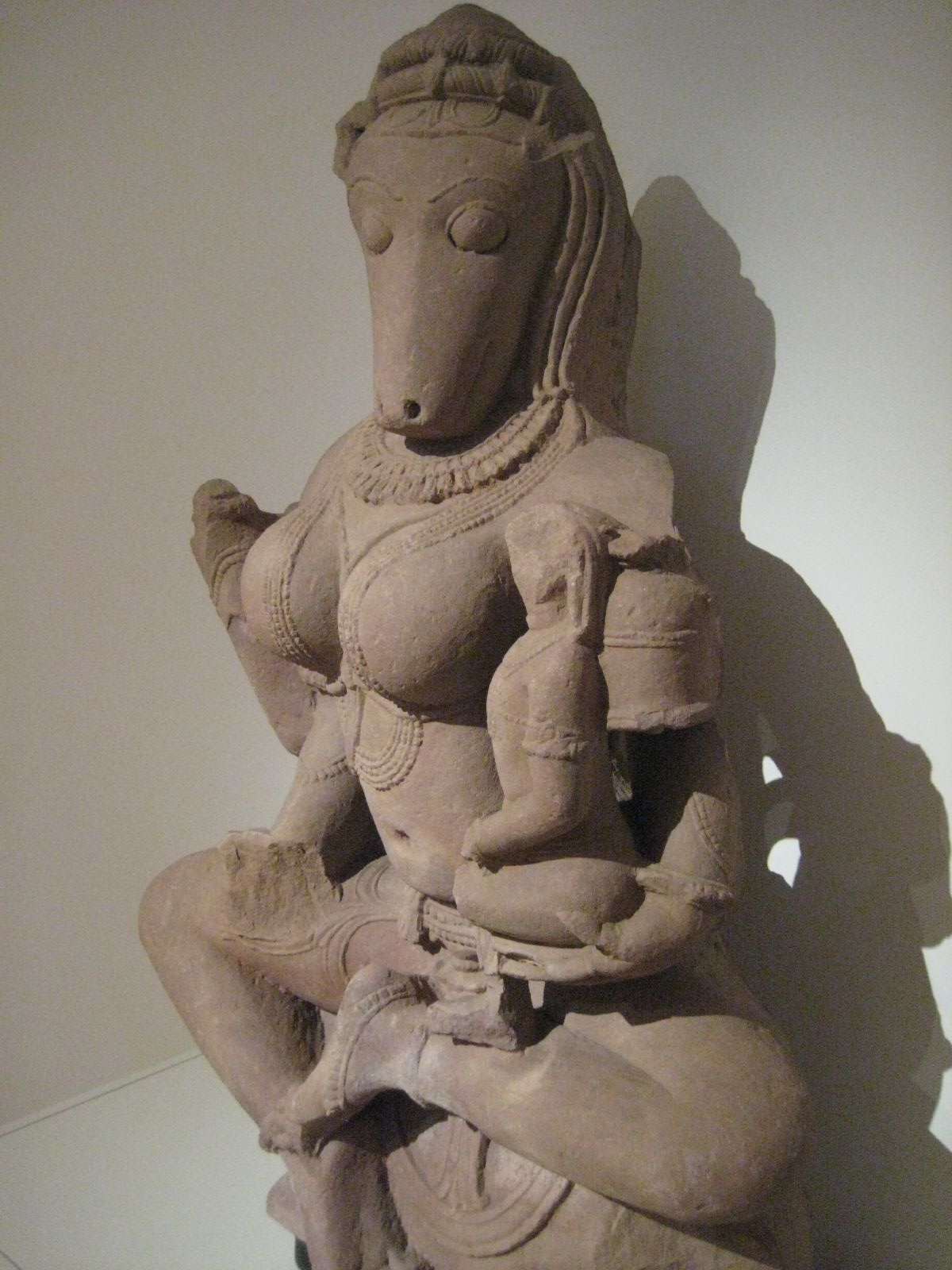
Estatua de Jáiagriva Ioguini, proveniente de Uttar Pradesh or Madhya Pradesh (India), del, en arenisca color beis

Jáiagriva es una deidad humana con cabeza de caballo, tanto en el hinduismo como en el budismo.

## Nombre sánscrito
- háyagrīva, en el sistema AITS (alfabeto internacional para la transliteración del sánscrito).[1]
- हयग्रीव, en escritura devanagari del sánscrito.[1]
- Pronunciación:
  - /jáia gríva/ en sánscrito[1] o bien
  - /joiagríb/ en varios idiomas modernos de la India (como el bengalí, el hindí, el maratí o el palí).
- Etimología: ‘cuello de caballo’[1]
  - jaia: ‘caballo’
  - grīva: ‘cuello’.

## En el hinduismo
En el hinduismo, Jáiagriva (también Jáiaśirsha) es un avatar del dios Visnú.
Es adorado como el dios del conocimiento y la sabiduría, con cuerpo humano y cabeza de caballo, de color blanco brillante, con ropas blancas y sentado sobre un loto blanco.
En los textos Pañcha-ratras (‘cinco-noches’) se creó la leyenda de que Jáiagriva rescató el conocimiento de los Vedás (que todavía no se habían convertido en libros) que habían aprehendido los demonios Madhu y Kaitabha, y volvérselo a enseñar al dios Brahmá.
En varios Puranás (compuestos desde el siglo II d. C. en adelante) se cuenta lo mismo.
Jáiagriva es una deidad importante en la tradición visnuista (los adoradores del dios Visnú o de alguno de sus avatares).
Cuando un estudiante comienza sus estudios (tanto de temas religiosos como seculares), pide sus bendiciones.[cita requerida]
Se realiza una adoración especial en su avatara-dina (día de descenso), que se celebra en sravana purnima (la luna llena del mes de agosto) y también en Maja-navami, el noveno día del festival Nava-ratri (‘nueve noches’).
gñāna-ānanda-maiam devam nirmala-sphatikākritim
ādhāram sarvavidiānām jáiagrīvam upāsmajé
Esta estrofa proviene de los Pañcharatra agamas pero ahora se lo conoce como Jáiagriva-stotram (la oración a Jáiagriva) de Vedanta Desika (poeta y religioso hinduista del siglo XIII). Es muy popular entre los devotos de Jáiagriva.[cita requerida]

### Iconografía hinduista
El poeta Vedanta Desika describe así a Jáiagriva:

Tiene cuatro manos: una de ellas presenta el mudrá de otorgar conocimiento, otra sostiene libros de conocimiento, y las otras dos sostienen la caracola y el disco. Su belleza, como cristal recién cortado, tiene un brillo auspicioso que nunca decae. Que este Señor del discurso, que derrama sobre mí rayos de gracia tan refrescantes, se manifieste para siempre en mi corazón.
Vedanta Desika, Jáiagriva-stotram (verso 32)

## Iconografía
Jáiagriva se representa generalmente sentado, con mayor frecuencia con la mano derecha levantada con el mudrá (gesto) de bendición para el suplicante, o en el mudrá viakiá de la enseñanza. La mano derecha también por lo general tiene un aksha-mala (rosario de cuentas de aksha), lo que indica su identificación con el conocimiento meditativo.
Su mano izquierda sostiene un libro, lo que indica su papel como maestro.
Su rostro es siempre sereno y tranquilo, y a veces sonríe.
A diferencia de su homólogo budista, no hay ningún indicio de un lado temible en la descripción de esta deidad hinduista. De hecho, las dos deidades parecen ser totalmente sin relación entre sí.
Jáiagriva veces se venera en una actitud solitaria de meditación, tal como en el templo de Tiruvahindrapuram. Esta forma se conoce como Ioga Jáiagriva o Jáiagriva Ioguini. Sin embargo, él es adorado con mayor frecuencia junto con su consorte Laksmí y el dúo de estatuas se conoce como Laksmí-Jáiagriva. En esta forma, Jáiagriva es la deidad que preside el monasterio Parakala Matt, un significativo templo de la religión hinduista Sri Vaisnava.

### En la mitología sakta
En la tradición shakta del hinduismo, Jáiagriva ocupa un lugar diferente.
Un demonio llamado Jáiagriva apareció como hijo del prayapati (patriarca antepasado de toda la humanidad) Kashiapa.
Mediante grandes penitencias, el demonio se las arregló para conseguir una bendición de la diosa Durgá, de que solo podría morir en manos de otro Jáiagriva.
Esto le inspiró un sentido de inmortalidad, que le hizo atacar a los dioses.
Estos se acercaron a Visnú para que los ayudara.
Este atacó a Jáiagriva, pero a pesar de sus esfuerzos no pudo matarlo.
Cansado tras la batalla, Visnú fue a Vaikuntha a descansar y meditar en padmasana (la posición de loto, una postura de yoga) con su cabeza apoyada en su fortísimo arco.
Los devas se acercaron otra vez a Visnú a pedirle ayuda, pero no pudieron despertarlo de su meditación.
Entonces los devas le pidieron a las termitas que los ayudaran a despertar a Visnú, comiéndole la cuerda del arco.
Cuando las termitas lograron cortar la cuerda, el arco hizo un sonido terrible, que despertó a todo el universo y a Visnú, pero la cuerda dio un latigazo tan intenso que le cortó la cabeza a Visnú.
Los devas estaban horrorizados por su asesinato, y le pidieron a la diosa Durgá que los ayudara a matar a Jáiagriva.
Durgá quedó complacida por las oraciones de los devas, y les dijo que no tenían que temer nada, porque nada en el mundo sucede sin una causa.
Les contó acerca de su bendición al demonio Jáiagriva y les ordenó que al cuello vacío de Visnú le pegaran una cabeza de caballo, para así convertirlo en otro Jáiagriva (‘cuello de caballo’) y matar al demonio.
El dios Brahmá mató a un caballo blanco, le cortó la cabeza y se la adhirió a Visnú, quien batalló contra Jáiagriva y finalmente lo mató.

### Contra los demonios Madhu y Kaitabha
En los Puranás se cuenta la leyenda acerca de cómo los demonios Madhu y Kaitabha habían aprehendido el conocimiento védico (que todavía no había sido convertido en libros, que recién aparecerían con la invasión británica) que poseía el dios Brahmá. Visnú adoptó la forma de Jáiagriva.
Jáiagriva cortó los cuerpos de Madhu y Kaitabha en seis partes cada uno: dos cabezas, dos troncos, cuatro brazos y cuatro piernas.
Otra leyenda[cita requerida] cuenta que durante la creación, Visnú adoptó la forma de Jáiagriva para compilar los Vedás.

### Importancia
Sus devotos consideran que Jáiagriva forma parte de la lista de dashavatara (diez avataras [principales]) de Visnú.

### Jáiagriva Mahatmiam
Un gran devoto de Jáiagriva, llamado Sri Vadi Rash Tirtha (de Udupi, en el sur de la India) le ofrecía avena (kollu) al dios.
Vadirásh mantenía la ofrenda de comida sobre su cabeza, mientras recitaba el Jáiagriva Śloka:
na haiagrivath param asthi mangalam
na haiagrivath param asthi pāvanam
na haiagrivath param asthi daivatam
na haiagrivam pranipathya sīdhathi!
No hay algo más auspicioso que Jáiagriva
No hay algo más purificante que Jáiagriva
No hay dios más grande que Jáiagriva
No, cuando uno se entrega completamente a Jáiagriva.
«Se llama Vedá Murti (la personificación de los Vedás). Es el Akararthan. Protege a todas las criaturas. Le enseñó conocimiento a la diosa Sáraswati. Sin su gracia, no podemos obtener buen conocimiento».
Un día, un caballo blanco se acercó y comió la avena. Vadi Rash creyó que era el propio dios Jáiagriva.

## En el budismo

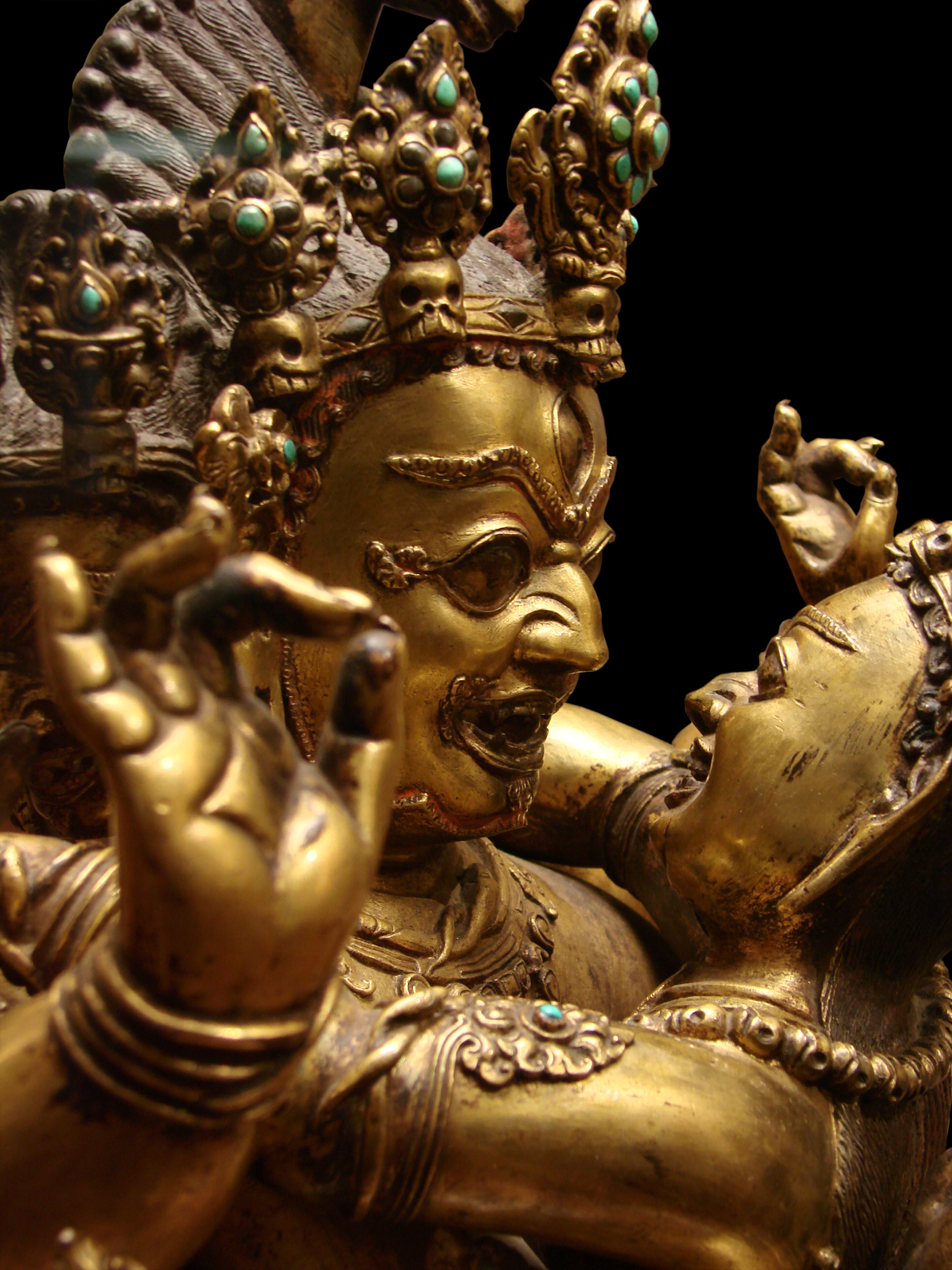
En Tíbet, Jáiagriva es uno de los dharma-pala, ‘guardianes de la religión’). En esta escultura tibetana (de fines del o principios del) aparece con su consorte. Actualmente se encuentra en poder del museo Guimet (París).

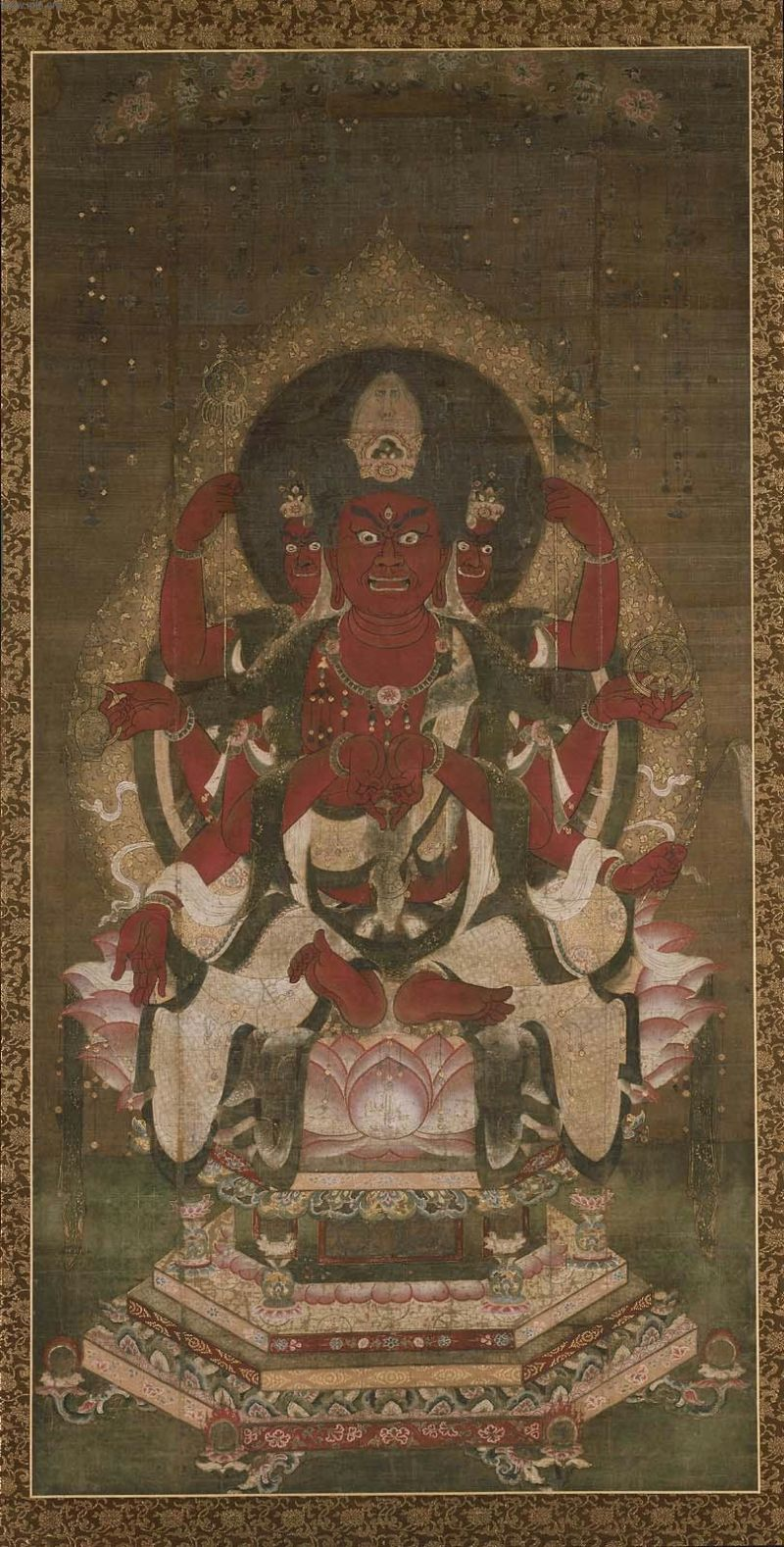
En Japón, Jáiagriva es conocido como Bato Kannón.

En el budismo tibetano, Jáiagriva es una manifestación iracunda de Amitabha.
Se considera que existen 108 formas de Jáiagriva.
Su habilidad especial es la de curar enfermedades, especialmente enfermedades de la piel (tan graves como la lepra, la cual se cree causada por los nagas (espíritus acuáticos con cuerpo de serpiente).